# Castellammare del Golfo
Castellammare del Golfo er en italiensk by (og kommune) i regionen Sicilien i Italien, med omkring 14.610(2023) indbyggere.  